# Lampranthus dregeanus
Lampranthus dregeanus är en isörtsväxtart som först beskrevs av Otto Wilhelm Sonder, och fick sitt nu gällande namn av Nicholas Edward Brown. Lampranthus dregeanus ingår i släktet Lampranthus och familjen isörtsväxter. Inga underarter finns listade i Catalogue of Life.